# Loch a' Ghriama
Loch a' Ghriama är en sjö i Storbritannien.   Den ligger i kommunen Highland och riksdelen Skottland, i den norra delen av landet, 800 km norr om huvudstaden London. Loch a' Ghriama ligger 118 meter över havet. Den ligger vid sjön Loch Bhanabhaidh. Trakten runt Loch a' Ghriama består i huvudsak av gräsmarker.